# Gamasomorpha minima
Gamasomorpha minima là một loài nhện trong họ Oonopidae.
Loài này thuộc chi Gamasomorpha. Gamasomorpha minima được Lucien Berland miêu tả năm 1942.